# 1998 en Nouvelle-Écosse
Chronologie de la Nouvelle-Écosse
- 1994
- 1995
- 1996
- 1997
- 1998
- 1999
- 2000
- 2001
- 2002

Cette page concerne des événements d'actualité qui se sont produits durant l'année 1998 dans la province canadienne de la Nouvelle-Écosse.

## Politique
- Premier ministre : Russell MacLellan
- Chef de l'Opposition :
- Lieutenant-gouverneur : J. James Kinley
- Législature :

## Événements
- 2 septembre : le vol 111 Swissair qui relie New York-JFK à Genève-Cointrin s'écrase à 8 km des côtes de la Nouvelle-Écosse à la suite d'un incendie à bord. La totalité des 229 personnes présentes à bord, soit 215 passagers et 14 membres d'équipage, périt dans l’accident, faisant ainsi la plus grosse catastrophe de la compagnie aérienne suisse.